# سازمان حقوق بین‌الملل توسعه
سازمان بین المللی انکشاف حقوق (به انگلیسی: International Development Law Organization - IDLO) یک سازمان جهانی بین‌دولتی است که در راستای ترویج حاکمیت قانون به هدف تامین صلح و انکشاف پایدار کار می‌کند. سازمان آیدلو در راستای توانمندسازی مردم برای درخواست حقوق‌شان از دولت‌ها و در عین حال‌، تقویت نهادهای دولتی و غیردولتی برای اصلاح قوانین، حاکمیت قانون، ترویج عدالت، تامین صلح، انکشاف پایدار و ایجاد فرصت‌های اقتصادی فعالیت می‌کند. آیدلو، کشورهای در حال توسعه و کشورهایی با درآمد متوسط را تقویت می‌کند تا ظرفیت‌های حقوقی‌شان را بالا برده؛ نظالم حقوقی شان را اصلاح و موثر سازند و از این طریق به انکشاف پایدار رسیده؛ در کشورهای شان فرصت‌های اقتصادی ایجاد شوند. سازمان آیدلو یگانه سازمان جهانی بین‌دولتی است که به‌طور کامل خود را وقف حاکمیت قانون و در سراسر جهان نموده‌است و تجربه‌ي فعالیت در بیش‌تر از ۹۰ کشور جهان با نظام‌های حقوقی متفاوت را دارد. سازمان آیدلو هم‌چون یک سازمان جهانی بین‌دولتی در سال ۱۹۸۸ تاسیس شد و رد سال ۲۰۰۱ بر علاوه‌ی سایر فعالیت‌هایش هم‌چون ناظر فعالیت‌های سازمان ملل‌متحد تعیین گردید.
IDLO با دفتر مرکزی در رم، ایتالیا و دارای شعبه ای در لاهه و یکی از نهادهای ناظر مجمع عمومی سازمان ملل‌متحد است. سازمان بین‌المللی انکشاف حقوق در ده‌ها کشور مستقل با تمرکز بر ایجاد نهادها و توانمندسازی قانونی مشغول به کار بوده‌است، شبکه فارغ التحصیلان آن شامل بیش از ۲۰٬۰۰۰ حرفه ای حقوقی در ۱۷۵ کشور و ۴۶ انجمن فارغ التحصیلان مستقل است.
سازمان بین‌الملل انکشاف حقوق تفاهم نامه‌هایی را با آژانس‌های سازمان ملل، دولت‌ها، دانشگاه‌ها و نهادهای دیگر امضا کرده‌است. کمک‌های مالی عمده به IDLO از آژانس انکشافی بین‌المللی استرالیا، بنیاد گیتس، مرکز تحقیقات بین‌المللی جنگل‌داری، بانک اروپایی بازسازی و توسعه، اتحادیه اروپا، بنیاد فورد، دویچه گلسلشفت ، صندوق بین‌المللی انکشاف کشاورزی، مؤسسه پزشکی، صندوق کویت برای توسعه اقتصادی عرب، صندوق توسعه بین‌المللی اوپک، برنامه انکشافی سازمان ملل و یونیسف و همچنین کشورهای بی شماری از جمله کانادا، چین، دانمارک، فرانسه، ایرلند، ایتالیا، هلند، سوئد، سوئیس، انگلستان و ایالات متحده
جان بیگل مدیر کل سازمان بین‌الملل انکشاف حقوق است.

## تاریخچه
سازمان بین‌المللی انکشاف حقوق در سال ۱۹۸۳ به عنوان یک سازمان غیردولتی (که پس از این سازمان بین‌المللی انکشاف حقوق نامیده می‌شد) ایجاد شد و توسط سه مشاور حقوقی آژانس‌های همکاری در مصر تأسیس شد: ل. مایکل هاجر (ایالات متحده)، ویلیام تی. لوریس (ایالات متحده) و ژیل بلانچی (فرانسه) با یک هیئت مدیره به ریاست ابراهیم شیهاتا (بنیانگذار صندوق توسعه بین‌المللی اوپک و معاون ارشد و مشاوران عمومی بانک جهانی از سال ۱۹۸۳ تا ۱۹۹۸). هیئت مدیره همچنین، در میان دیگران، رنه دیوید را نیز شامل می‌شد. دولت‌های ایالات متحده و ایتالیا پول راه اندازی را تأمین کردند و توافق‌نامه تأسیس ستاد در سال ۱۹۸۸ در رم به امضا رسید. این مؤسسه در سال ۱۹۹۱ پس از اولین مجمع کشورهای عضو در ۱۹۹۰، به یک سازمان بین دولتی تغییر یافت. پس از سقوط دیوار برلین، افزایش آموزش و کمک در زمینه اصلاحات قضایی و قضایی در کشورهای در حال توسعه و در حال گذار. در نیمه دوم دهه ۹۰، توجه بیشتر به توسعه پایدار و جامعه مدنی نیز صورت گرفت و در سال ۲۰۰۲، این موسسه به سازمان بین‌الملل انکشاف حقوق تغییر نام داد. سازمان آیدلو در سال ۲۰۰۱ هم‌چون ناظر دایمی‌ای سازمان ملل موظف گردید. در سال ۲۰۱۴، IDLO یک دفتر شعبه در لاهه افتتاح کرد.

## دولت‌های عضو سازمان آیدلو
به عنوان یک سازمان بین دولتی، عضویت در این سازمان از امضاکنندگان توافقنامه تأسیس سازمان بین‌الملل انکشاف حقوق تشکیل شده‌است. سی و هفت طرف موافقت نامه تأسیس عبارتند از:
- افغانستان
- استرالیا
- اتریش
- بلغارستان
- بورکینافاسو
- چین
- اکوادور [عضو کمیته ثابت]
- مصر
- السالوادور
- فرانسه
- هندوراس
- ایتالیا [معاون رئیس‌جمهور به‌طور رسمی] [رئیس کمیته حسابرسی و امور مالی]
- اردن
- کنیا
- کویت [عضو کمیته ثابت و کمیته حسابرسی و دارایی]
- لیبریا
- مالی
- مغولستان
- مونته‌نگرو
- موزامبیک [معاون رئیس‌جمهور]
- هلند
- نروژ
- OFID
- پاکستان [عضو کمیته حسابرسی و دارایی]
- پاراگوئه
- پرو [عضو کمیته حسابرسی و دارایی]
- فیلیپین [عضو کمیته دائم]
- قطر
- رومانی
- سنگال [عضو کمیته حسابرسی و دارایی]
- سودان
- سوئد
- تونس
- ترکیه [عضو کمیته ثابت و کمیته حسابرسی و دارایی]
- اوگاندا
- ایالات متحده [رئیس‌جمهور] [عضو کمیته حسابرسی و دارایی]
- ویتنام

## عدالت غیررسمی
سازمان بین‌الملل انکشاف حقوق چندین بار از جمله در سازمان ملل متحد، بر اهمیت همکاری با سیستم‌های غیررسمی یا عدالت عرفی تأکید کرده و نیز سه جلد کتاب در مورد عدالت غیررسمی منتشر کرده‌است.

## یادداشت
1. ↑  Deutsche Gesellschaft für Internationale Zusammenarbeit